# (11333) Forman
(11333) Forman (1996 HU) – planetoida z pasa głównego asteroid okrążająca Słońce w ciągu 3,79 lat w średniej odległości 2,43 j.a. Odkryta 20 kwietnia 1996 roku.